# 中石器時代
中石器時代（ちゅうせっきじだい、Mesolithic）は、石器時代の旧石器時代と新石器時代との中間の期間にあたる。亜旧石器時代（英語: Epipaleolithic）とも呼ばれる。

## 名称
「中石器時代」という名称の語源は、ギリシャ語でμεσός （Meso, 中間）＋ λίθος（lithos, 石）である。

## 概要
社会の形態は狩猟採集社会であった。この時代の遺跡は極めてまれであり、ほぼ貝塚に限られている。ほとんどの地域の中石器時代は、小型複合燧石（細石器と細刻器）によって特徴付けられる。漁労具、石製手斧、カヌーや弓矢のような木製品が、いくつかの遺跡で見つかっている。世界の森林地帯では、最初の伐採の痕跡が見つけられているが、伐採の本格的な開始は、農耕のための特別な土地が必要となった新石器時代初期であったと考えられている。

## 日本
日本列島においては、細石刃の出現を指標とし、縄文時代の一部を中石器時代とする説もある。

## レバント地方

### 中石器時代第1期
中石器時代第1期（紀元前20000年頃-紀元前12150年）は、オーリニャック文化か或いはレバント人の後期旧石器時代に続く時代である。オーリニャック文化の終期までには、石器にゆるやかな変化が起こり、細石器と細石刃を初めて見出すことができる。現在では、細石器を伴う文化はオーリニャック文化から区分されている。
レバント地方における第1期に属する小規模な遺跡の住民は、打製石器を遺している。その製品は、同一の石核から打ち出された細石刃で作られた小さい道具のものであった。更に、細石刃、彫器及び端削器が発見された。また、骨角器と台石も見つかっている。
過渡期
紀元前20000年から紀元前18000年頃の気候と環境の変動により、過渡期が始まった。東地中海のレバント地方はより乾燥化し、植生は森林が後退しステップに切り替わった。冷涼で乾燥した時代は、第1期の初頭に終了した。オーリニャック文化の狩猟採集民は、この変化に適応するため、これまでの生活手段を変更せざるを得なくなったと考えられている。
移行期
第1期から第2期への移行の時期は、かなり明確にすることができる。レバント地方における第1期遺跡の終末は紀元前12150年であり、第2期遺跡の始まりは紀元前11140年に遡る。しかしながら、他の遺跡においては紀元前8930年と紀元前8540年からと、より遅れて始まったことを示している。紀元前10世紀には、ケバラ遺跡（ケバラ文化、紀元前9200年）、エル・ワド洞穴遺跡（紀元前9970年、紀元前9525年）及びエリコ遺跡（紀元前9216年）の3つの遺跡に相当するようである。

### 中石器時代第2期
新たな生活手段の結果、中石器時代第2期が始まった。新たな定住手法と新型の石器は発達した明確な特質を持っていた。ナトゥーフ文化は、紀元前11000年から紀元前9000年頃にパレスチナとレバノンに出現し、第1期を引き継いだ。ナトゥーフ文化はテル・アブ・フレイラ遺跡（紀元前9050年頃）で野生の穀物の使用を開拓し、それは現在の耕作に発展する。ナトゥーフ文化の人々は食事を野生の穀物に依存し、定住生活を始めていたので、ヤンガードリアスと関連した気候の変化は、農業を発展させることを人々に強制した。この期間は、新石器時代に出現する農耕の早期の向上が特徴である。

## ヨーロッパ
ヨーロッパにおける中石器時代は、更新世終期（約10,000年前）に始まり、農業の開始（世界の地域により時期が異なる）までで終わるとされる。近東地域（地中海沿岸のシリア、エジプト、小アジアなどの地域）では、更新世終期には農業は始まっていた為、中石器時代は短い、或いは無いと分類されており、一般にはヨーロッパの西・北部の文化が典型とされている。
氷河が後退しはじめ気候が温暖になったため植物が繁茂し、動物が増えるなど、人間が採集狩猟で食物を得やすくなった。
氷河の影響が限られた範囲であった地域では、亜旧石器時代という用語が好まれている。最終氷期の終了により、より劇的な環境変化の効果を経験した地方が、明確に中石器時代とされている。例えば、北欧の社会では、温暖な気候により形成された沼沢地帯から供給される豊かな食物により、安楽な生活が可能であった。このような状態によりマグレモーゼ文化やアジール文化のような物質的な記録が保持された特色ある人類行動が起こった。また、紀元前5000年頃まで新石器時代が到来することを遅らせた。

### トゥールーズ自然史博物館所蔵「Théviec島の埋葬」

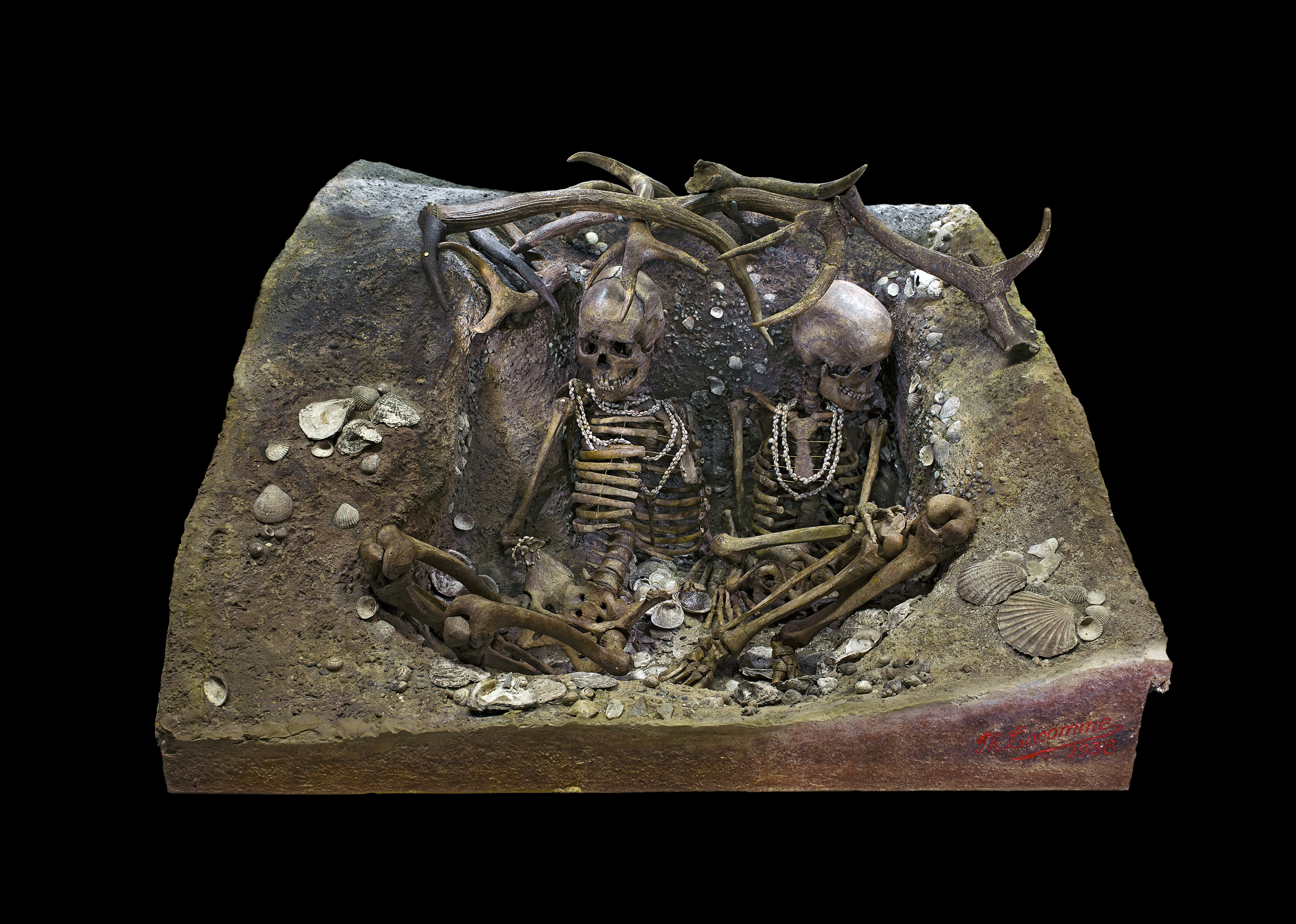
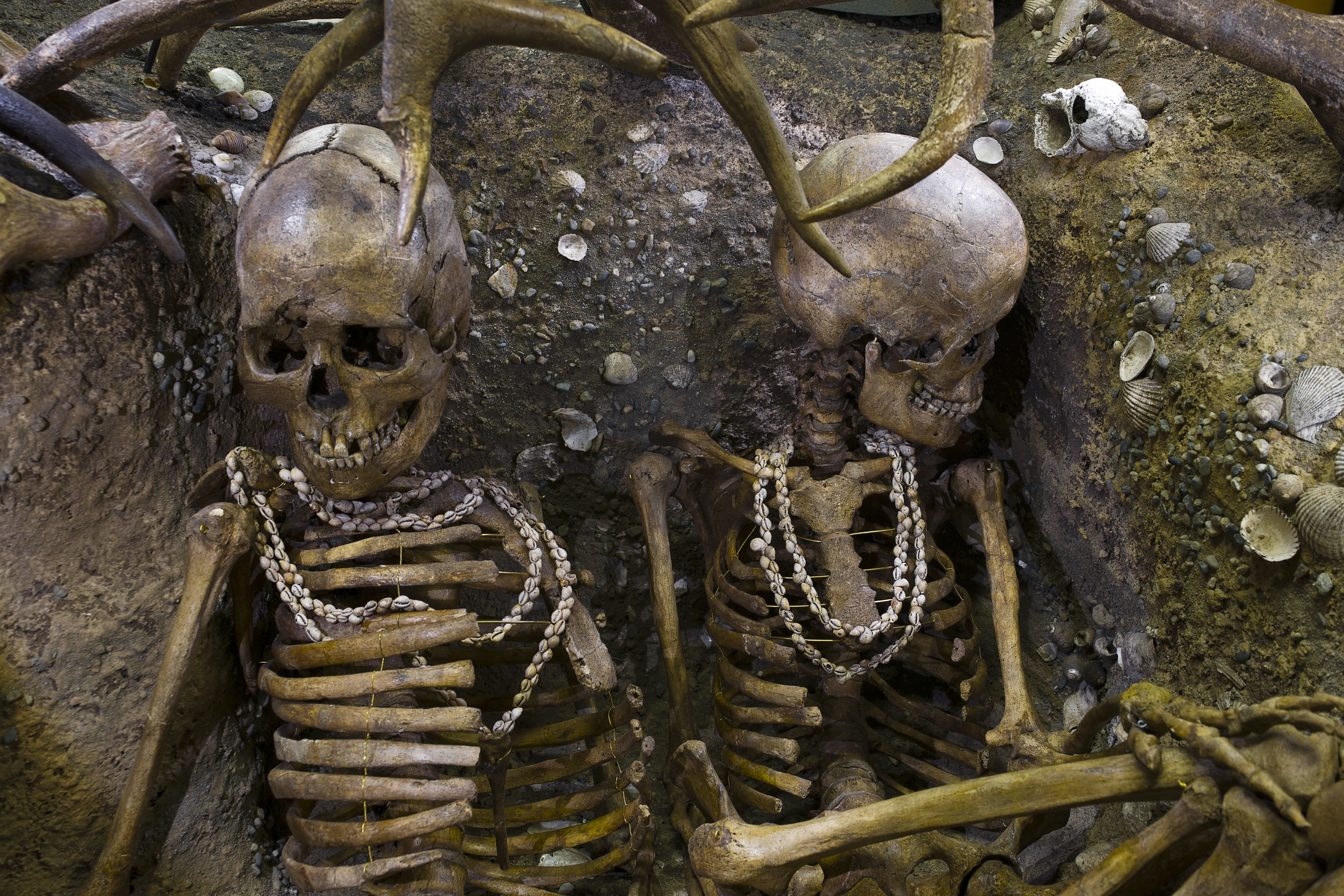
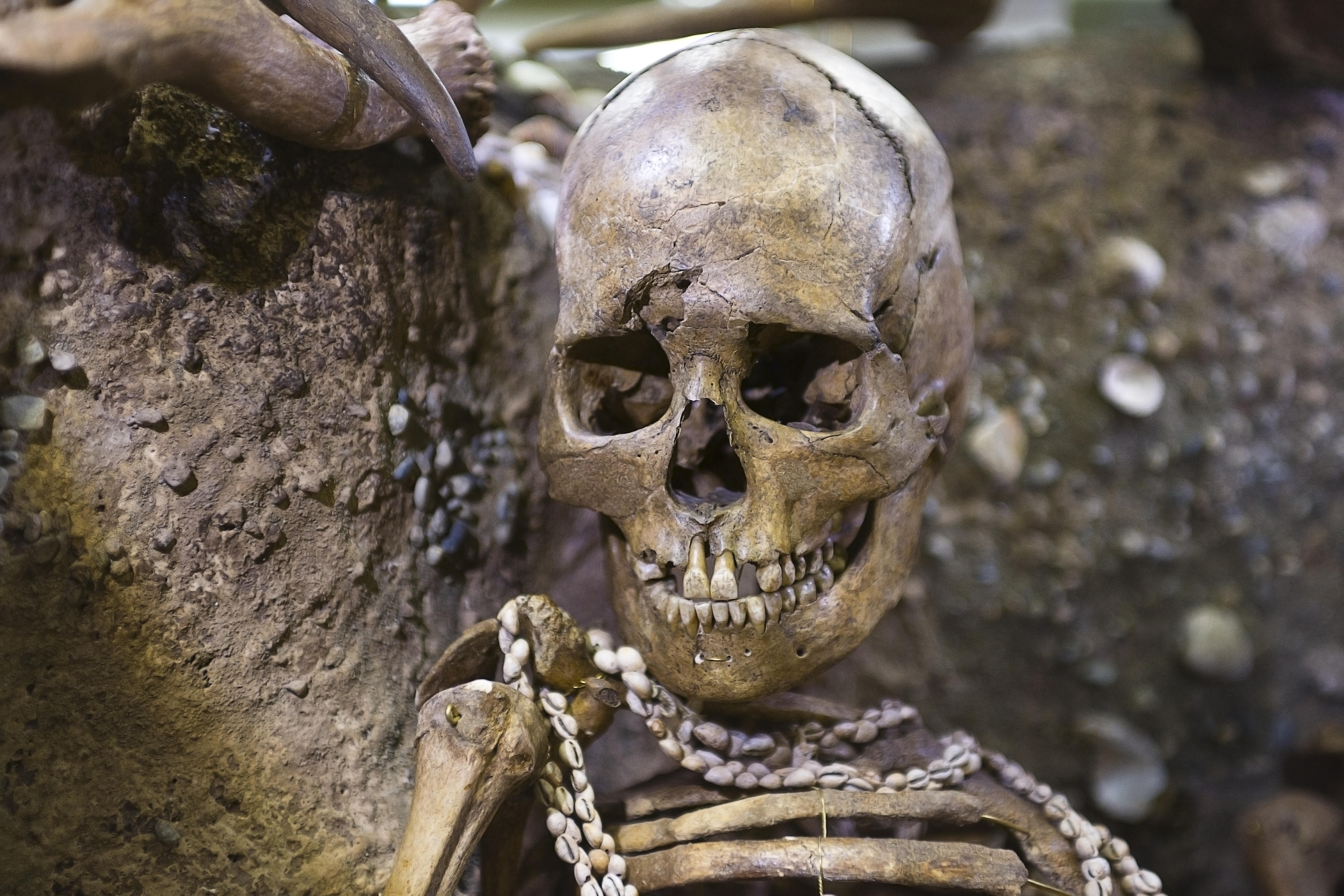
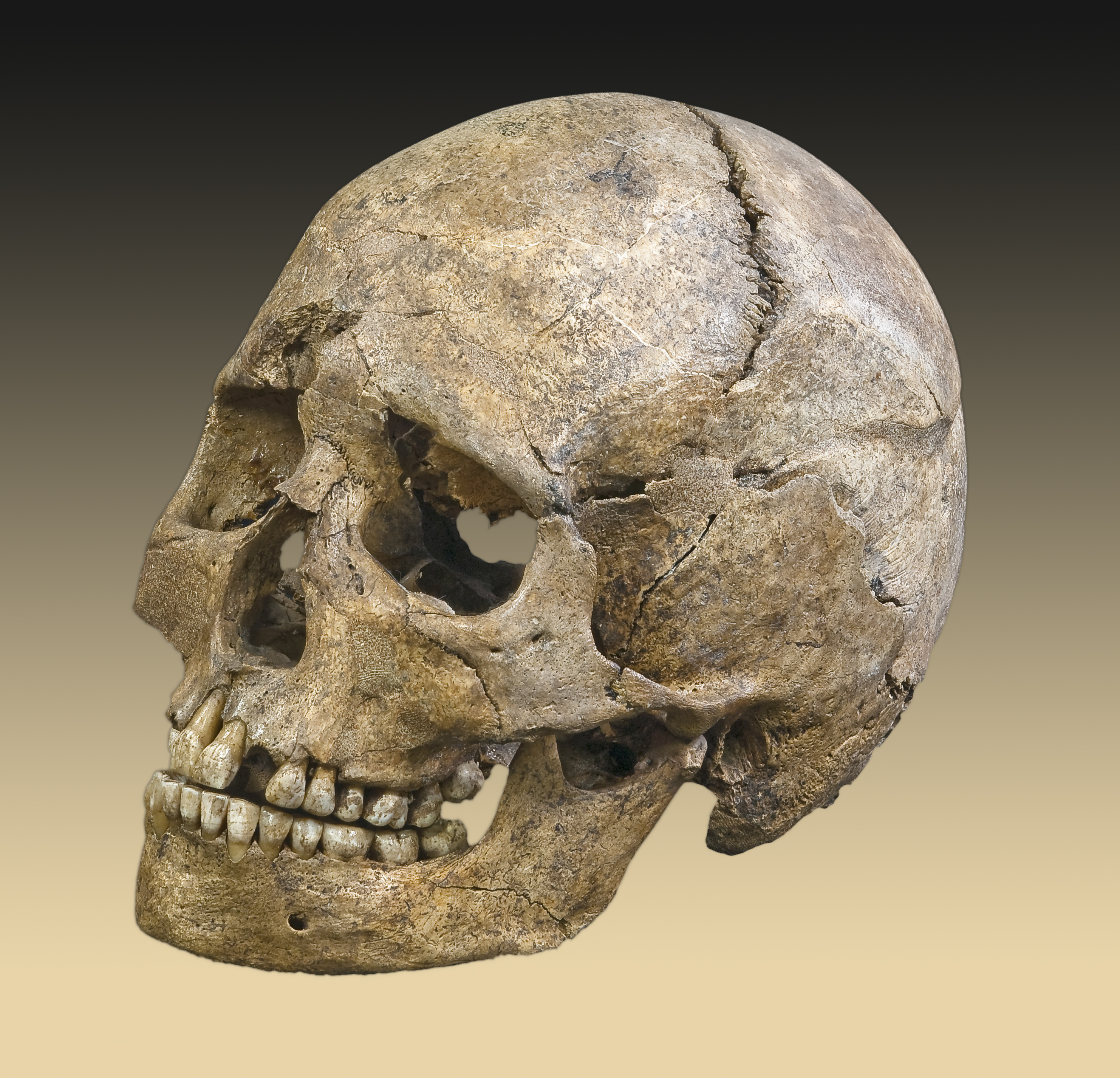